# The Consultant
The Consultant è un romanzo thriller dello scrittore statunitense Bentley Little pubblicato negli USA nel 2015, dal quale è tratta la serie tv omonima del 2023, prodotta da  MGM Television e Amazon Studios.
Il romanzo prende il via dalle difficoltà che si incontrano nel mondo del lavoro contemporaneo, per poi ritrarre la vita degli impiegati nell'azienda in cui si svolge la trama come un vero e proprio inferno.

## Trama
Dopo il fallimento di un'importante fusione societaria, la CompWare, casa di produzione di videogames, uno strano individuo si presenta negli uffici: è il consulente, il signor Patoff, il quale ben presto si trasforma in una minaccia per i dipendenti della ditta: li chiama durante la notte imponendo loro orari assurdi, li sorveglia servendosi di telecamere, si introduce nella loro vita privata.
Infine Patoff, dopo avere seminato sospetti, rivalità e timore tra i dipendenti, porta l'azienda al successo.

## Edizioni
- (EN) Bentley Little, The Consultant, Cemetery Dance Publications, 2015, ISBN 9781587675003.
- (DE) Bentley Little, Der Berater, Buchheim Verlag, 2019, ISBN 978-3-946330-11-0.
- (EN) Bentley Little, The Consultant, Cemetery Dance Publications, 2020, ISBN 978-1-58767-656-7.
- Bentley Little, The consultant, Vallecchi, 2023, ISBN 9788882521738.